# Jeepney

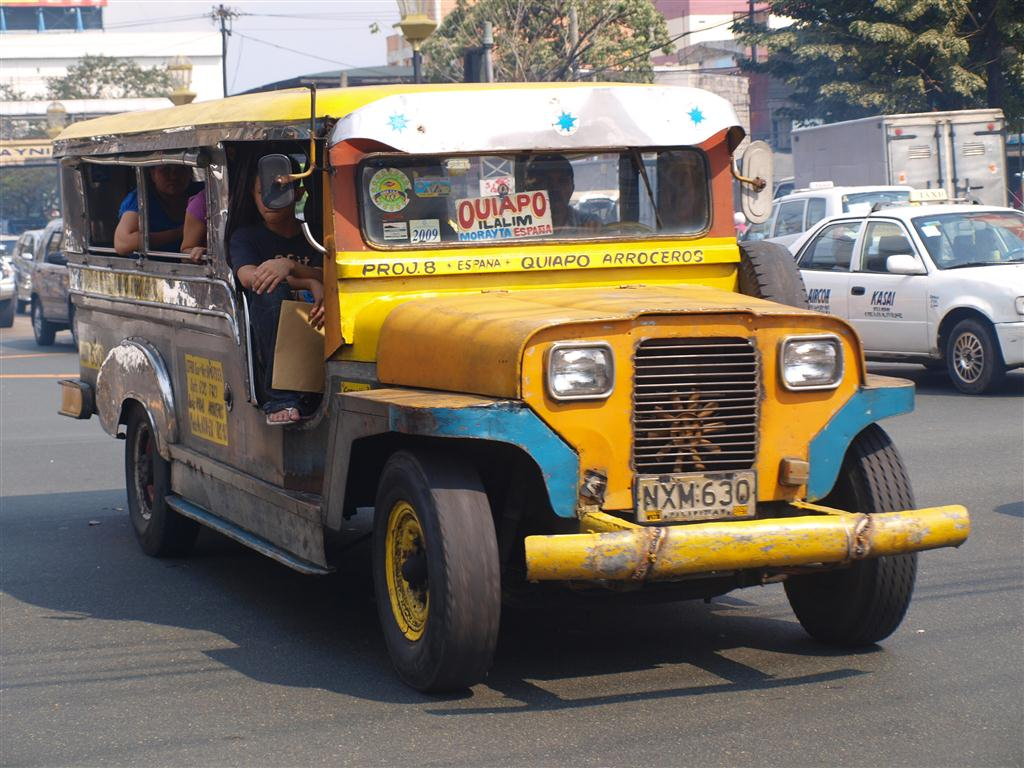
Jeepney

Jeepneys (offiziell PUJ - Public Utility Jeepney) sind zu Kleinbussen mit anfangs bis zu 14 Sitzplätzen umgebaute Fahrzeuge. Traditionell waren das Willys-Jeeps, welche die US-Amerikaner nach ihrem Abzug von den Philippinen zurückgelassen hatten. Jeeps werden immer noch auf den Philippinen nachgebaut. Jeepneys mit ihrer individuellen, meist farbenfrohen Bemalung gelten als typisches philippinisches Verkehrsmittel. Neuere Varianten und größere im Überlandverkehr eingesetzte Jeepneys verfügen über bis zu 24 Sitzplätze. Schon vor Jahren sind die Jeepneys wegen ihrer Abgase und des oftmals schlechten technischen Zustands in die Kritik geraten.
Im Jahr 2018 gab es allein in der Hauptstadtregion Metro Manila 24.387 registrierte Jeepneys, davon knapp 80 % im Besitz von überwiegend selbstfahrenden Unternehmern, die jeweils nur 1 Fahrzeug betreiben. Landesweit sind rund 180.000 Jeepneys im Einsatz. Für den Betrieb eines Jeepneys ist eine Franchiselizenz des LTFRB (Land Transportation Franchising and Regulatory Board), einer dem Verkehrsministerium DOTr untergeordneten Behörde, erforderlich.

## Geschichte

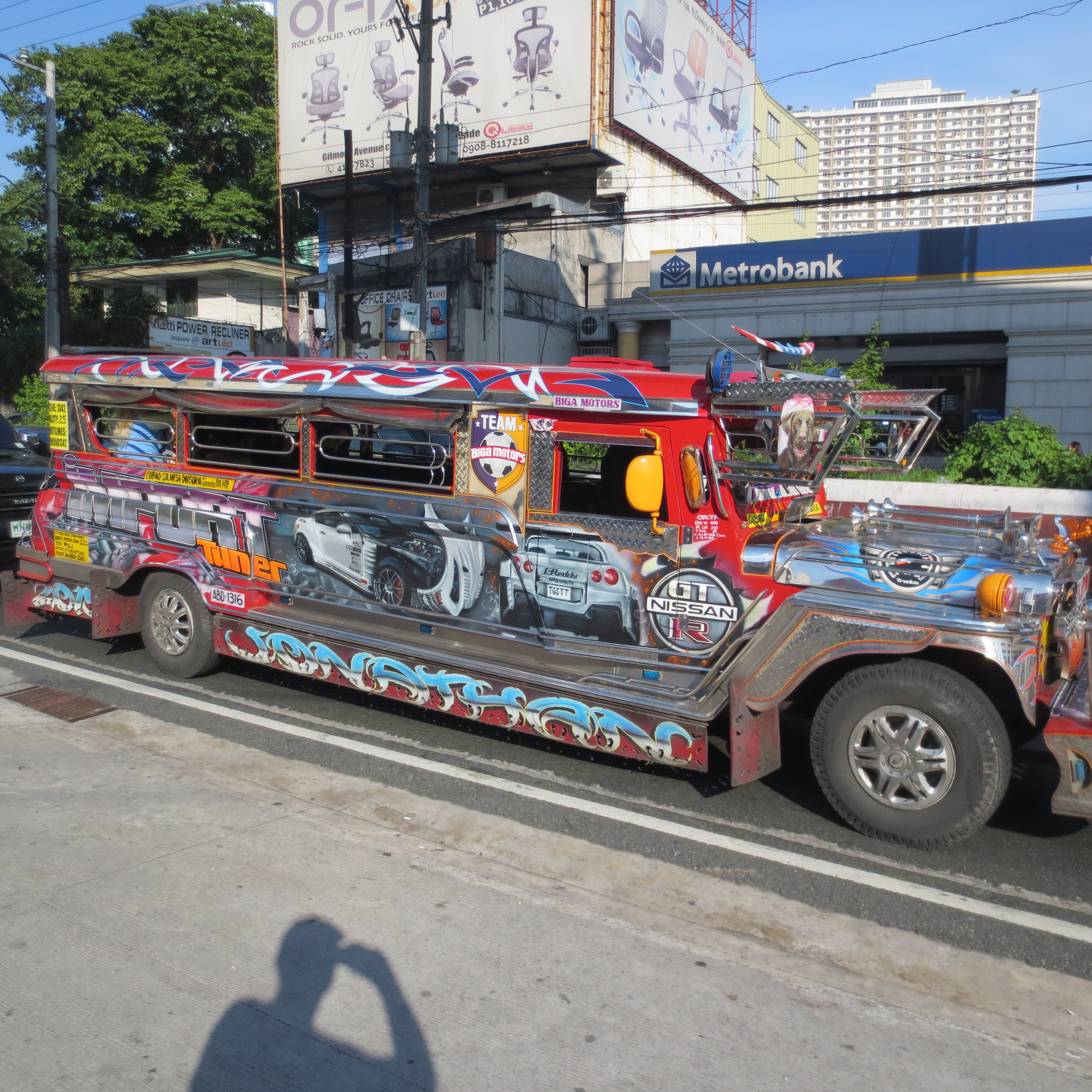
Farbenfroh gestalteter Jeepney in Quezon City

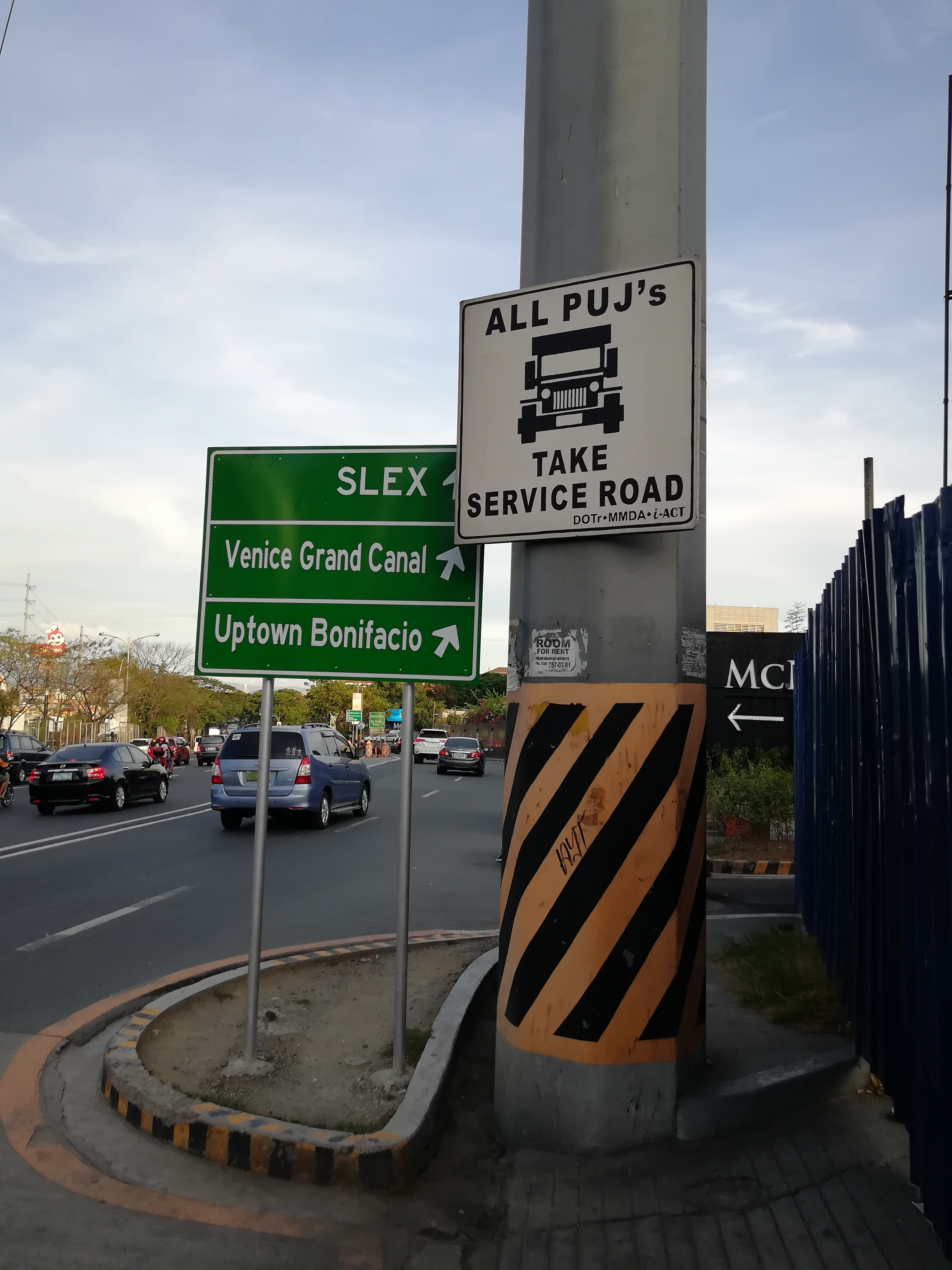
Spezielles Verkehrsschild für Jeepneys in Taguig City

Als die US-amerikanischen Streitkräfte nach Ende des Zweiten Weltkriegs die Philippinen nach und nach verließen, gaben sie ihre nun überflüssigen Militär-Jeeps an die einheimische Bevölkerung ab. Diese bauten die Jeeps mittels Stahlträgern so um, dass mit den so entstandenen Jeepneys mehr Passagiere transportiert werden konnten. Zusätzlich erhielten die Jeepneys ein Metalldach, das für Schatten sorgt. Gleichzeitig wurden sie häufig kunstvoll bemalt und verziert (vor allem mit religiösen Motiven) und mit glänzenden Kühlerhauben und Radkästen aus Chrom versehen.
Als preisgünstiges Verkehrsmittel erfreuten sich die Jeepneys großer Beliebtheit, da nach dem Ende des Zweiten Weltkriegs kein öffentlicher Personennahverkehr existierte. Um das ungebremste Wachstum während der letzten Jahrzehnte einzudämmen, beschränkte die Regierung die Zulassung der Fahrzeuge. Unter anderem müssen die Fahrer eine besondere Führerscheinklasse, die Professional Driver's License, besitzen, eine reguläre Strecke abfahren und angemessene Fahrpreise erheben. Des Weiteren müssen die Besitzer an einem bestimmten Wochentag, der an der Farbe der Kennzeichen ersichtlich ist, ihr Fahrzeug in einer dafür vorgesehenen Garage parken.
Generell gilt auf den Philippinen:
- Grüne Kennzeichen: Ausschließlich privat genutztes Fahrzeug
- Gelbes Kennzeichen (Busse, Jeepneys, Vans, Motorräder, Tricycles): Zugelassen für Personenbeförderung, häufig als Sammeltaxi im Einsatz

Die heutigen Jeepneys werden professionell in philippinischen Werken hergestellt. Die Verzierungen werden oft durch Comicmotive ergänzt. Die Fahrpreise liegen heute nicht mehr im Ermessen der Fahrer oder Betreiber, sondern werden vom LTFRB vorgegeben.
Etwa seit der Jahrtausendwende sehen sich Passagier-Jeepneys zunehmenden Einschränkungen und Regulierungen zum Umweltschutz gegenüber, weil sie die Straßen belasten und viel Kraftstoff verbrauchen. Eine in einer Zeitung von Metro Manila veröffentlichte Studie besagt, dass ein 16-sitziger Jeepney ähnlich viel Sprit verbrauche wie ein 54-Sitzer-Bus mit Klimaanlage. Weil die größeren Straßen verstopft sind von Jeepneys, die auf der Suche nach Fahrgästen herumfahren, gibt es zunehmenden Druck, sie von den Straßen Manilas und anderer Städte zu entfernen. Bereits seit Inkrafttreten des Philippine Clean Air Act (Philippinisches Gesetz zur Luftreinhaltung) im Jahr 1999 ist offiziell der sichtbare Ausstoß schwarzer Abgaswolken verboten, wirklich geändert hatte sich dadurch aber wenig. Erst knapp 20 Jahre später kam es zu einer Verschärfung, die auch tatsächlich in der Realität umgesetzt wurde. Seit dem 1. Januar 2018 dürfen auf den Philippinen allgemein Neufahrzeuge nur noch zum Verkehr zugelassen werden, wenn sie mindestens der Abgasnorm Euro 4 entsprechen. Auch im Betrieb befindliche Fahrzeuge im öffentlichen Personenverkehr sollen nach und nach umweltfreundlicher werden. So verkündete das Verkehrsministerium DOTr im Juni 2017 das Public Utility Vehicle Modernization Program PUVMP (Modernisierungsprogramm für öffentliche Nutzfahrzeuge), im Zuge dessen über 15 Jahre alte Jeepneys aus dem Verkehr gezogen werden sollen und für neu zu vergebene Franchiselizenzen mindestens die Abgasnorm Euro 4 Pflicht ist. Bestehende Lizenzen für ältere Fahrzeuge laufen nach einer Übergangsfrist von maximal 3 Jahren aus. Dies trifft besonders Jeepneyfahrer und -betreiber hart und löste entsprechende Proteste aus, da viele der Fahrzeuge zu dieser Zeit noch mit teils recht alten Gebrauchtmotoren ausgerüstet waren, die nicht modernen Abgasstandards entsprachen. Zusätzlich trug zur Luftverschmutzung bei, dass die Motoren teils schlecht eingestellt waren, um mit höherer Kraftstoffeinspritzung mehr Leistung zu erzielen. Mit der Neuregelung werden nun alte Jeepneys aus dem Verkehr gezogen oder müssen mit gebrauchten Euro-4-Motoren umgerüstet werden.
Neben einer Modernisierung der Fahrzeugflotte führt die gesetzliche Neuregelung auch zu einer Veränderung der Betreiberstruktur. Während in der Vergangenheit die große Mehrheit der Jeepneys von kleinen Unternehmern, häufig Familienunternehmen, betrieben wurden, die überwiegend nur ein Fahrzeug im Einsatz hatten, wird die Neuregelung zu einer Konsolidierung in der Branche führen. Wurden in der Vergangenheit vom LTFRB Einzellizenzen pro Fahrzeug vergeben, so dass häufig viele kleine Unternehmen in Konkurrenz zueinander dieselbe Route bedienten, werden neue Franchiselizenzen pro Route vergeben. Die für den Betrieb der Route erforderliche Anzahl an Fahrzeugen sowie Servicestandards werden vom LTFRB vorgegeben. Lizenzen werden damit nur noch an größere Unternehmen oder an eine Betreiberkooperation vergeben.

## Etymologie
Der Begriff Jeepney entstand aus der Verbindung der Wörter Jeep und Jitney, eine Art Kleinbus oder Sammeltaxi in einigen Ländern.

## Bauarten und Hersteller
Owner Jeeps,
die kleinere Version des Jeepneys für 4–6 Passagiere zur (überwiegend) privaten Nutzung, können von den Besitzern auch aus Einzelteilen selbst zusammengebaut werden. Hierfür gibt es Händler in allen größeren Städten, die vorgefertigte Teile wie die Karosserie (meist rostfreier Stahl) sowie Rahmen anbieten.
Die weiteren Teile (Motor, Achsen, Bremsen etc.) werden in Gebrauchtteile-Handlungen („Surplus Shops“) erworben oder von Schlachtfahrzeugen demontiert.
Die Anpassung nicht-passender Teile erfolgt in speziellen „Machine Shops“ (Werkstätten), dort werden alle Teile auf Wunsch verändert und mit anderen Passungen und Gewinden versehen. Diese Fahrzeuge sind teilweise in sehr aufwendiger Handarbeit mit Echtholzarmaturenbrettern, Stereoanlagen mit einer Vielzahl von Lautsprechern sowie einer Batterie von Zusatzscheinwerfern (6–10 Stück) veredelt.
Auf den Zentralphilippinen-Inseln werden seit langem auch japanische Fahrzeuge zu Jeepneys umgebaut. Hier sind auch Dieselmotoren verstärkt in Gebrauch.
Werkstatt-Hersteller

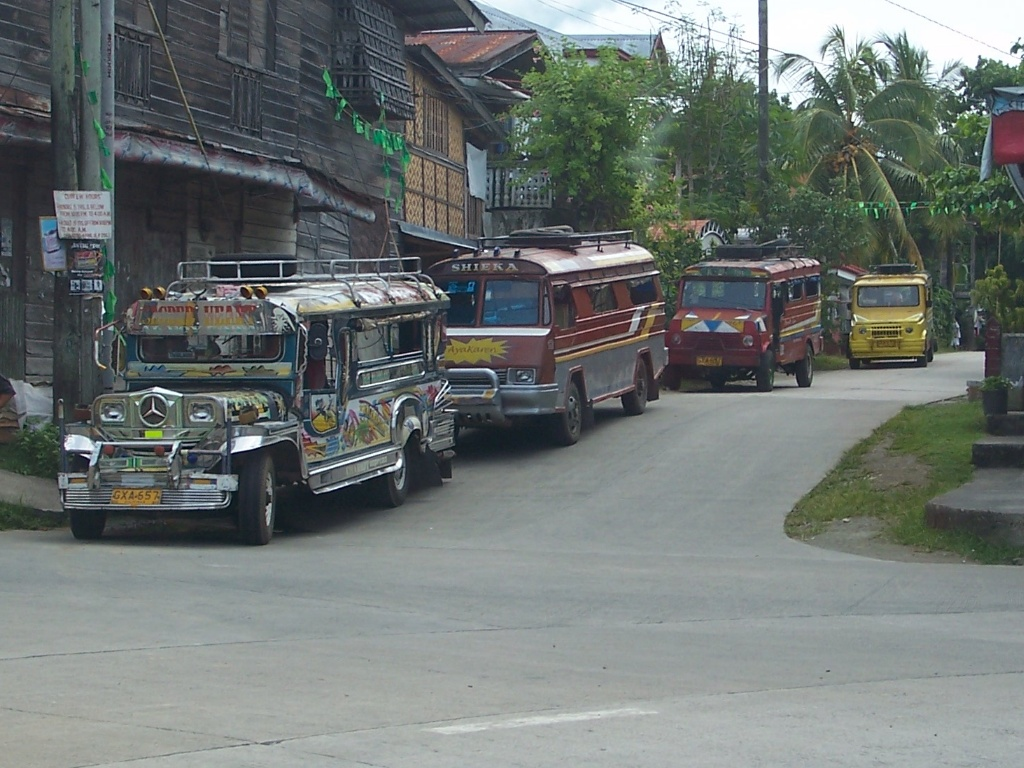
Jeepneys verschiedener Bauart in Bohol

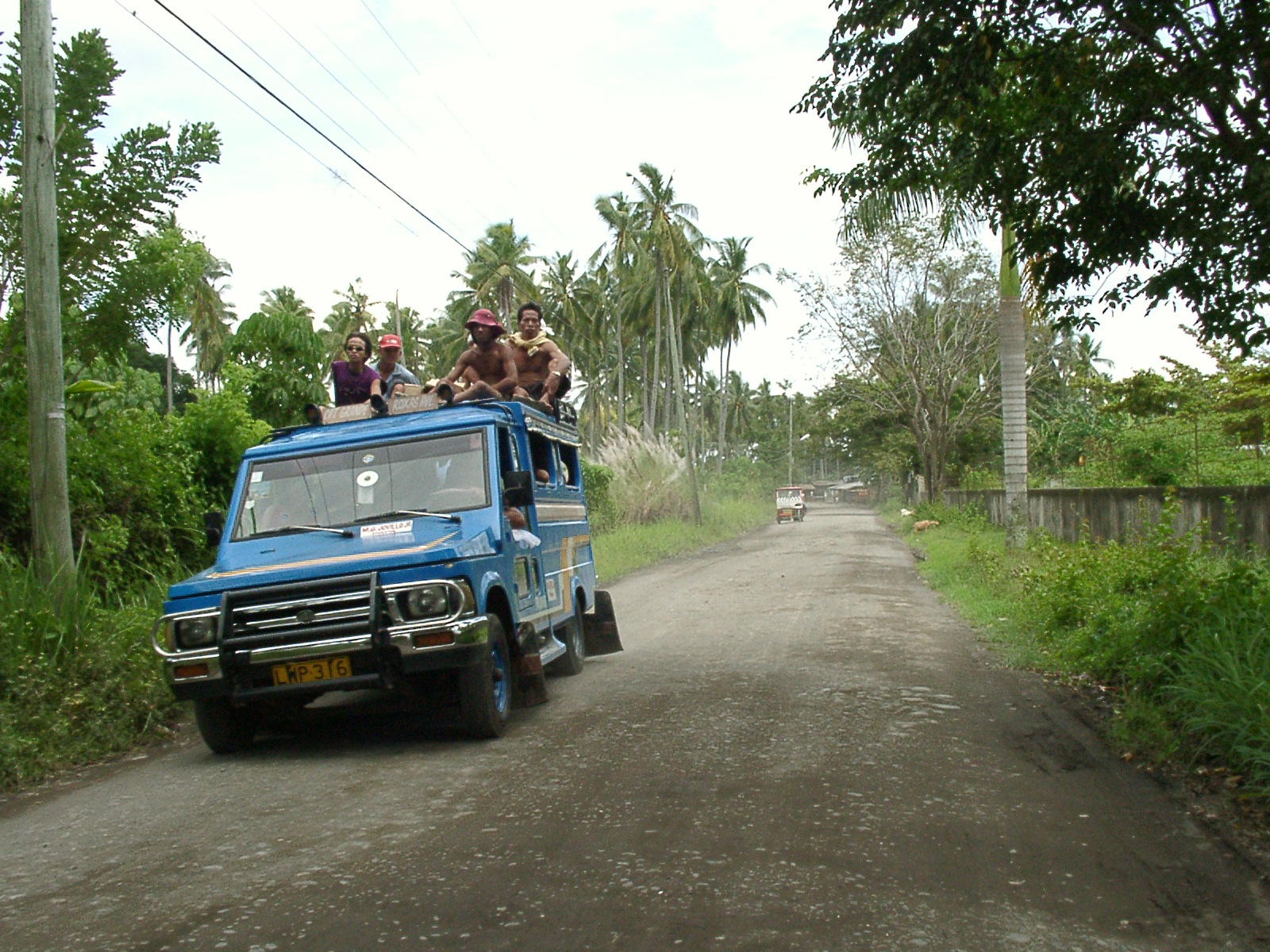
Jeepney in einem ruralen Barangay von Davao City

Es gibt zwei Klassen von Jeepney-Erbauern auf den Philippinen. Die „Hinterhof-Schrauber“ bauen ein bis fünf Fahrzeuge im Monat, holen ihr Material von einem Wrack der etablierten Hersteller und arbeiten mit gebrauchten Antrieben und Chassis vom Schrottplatz, üblicherweise mit der Dieselmotoren-Serie 4BA des Isuzu C240 oder den Mitsubishi-Fuso-4D30-Motoren, einer Weiterentwicklung früher Jeep-Antriebe.
Serien-Hersteller
Der zweite Typ Anbieter sind die Volumenhersteller. Es gibt zwei Untergruppen: die PUJ (Bus-Jeepney-Bauer) und die Firmen, die in großem Maßstab Blechteile pressen und auch komplette Fahrzeuge bauen.
Die Jeepney-Hersteller waren früher zumeist um Cebu City, Las Piñas und Cavite konzentriert, aufgrund des Absatzrückgangs sind jedoch viele kleine Firmen aus dem Geschäft verschwunden. Der größte Hersteller von eigenhergestellten Jeeps auf den Philippinen ist David Motors Inc. in Quezon City, auf der Nordseite des Ballungsraumes Metro Manila. Der größte Hersteller von Jeeps im Oldtimer-Stil ist MD Juan.
Die Kosten für einen neuen Jeepney steigen aufgrund der gestiegenen Materialpreise für das überdimensionierte Stahl-Chassis und der Notwendigkeit für neue Motoren.
Das Jeepney-Geschäft auf den Philippinen kämpft zudem gegen billigere, importierte Gebrauchtwagen. Viele Hersteller schwenken auf modern aussehende Jeepneys mit einer Hummer- oder Toyota-Front um. Die Jeepney-Industrie hat sich nach 50 Jahren praktisch ohne Veränderungen seit der Jahrtausendwende stark gewandelt.
Andere Hersteller sind
- Mega (die auch die Lanceta-Linie der Jeepneys in Lipa City produzieren),
- Malaguena (deren Fabrik in Cavite eine der ersten Außenhalte im Film „The Amazing Race“ war),
- LGS Motors,
- Sarao (die berühmteste Fabrik, im Betrieb seit 1953 und in Las Piñas beheimatet, produzierte in den 1970er-Jahren etwa 20 Fahrzeuge pro Tag, 2016 waren es noch maximal 2 pro Woche)[8]
- Armak (eine der größten)

Die Fahrzeugkategorie ist in letzter Zeit im Rückgang begriffen, da Gebrauchtfahrzeuge aus Nachbarländern billiger angeboten werden. Allerdings lassen sich Jeepneys aufgrund der alten Bauweise und des separaten Fahrgestells sehr leicht instand halten und sehr lange nutzen.